# Aleksander Rybicki
Aleksander Rybicki, ps. „Korczak”, „Spytek”, „Jacek”, „Dziurdziewicz”, „Sienkiewicz”, „ks. Jacek Żegota” (ur. 27 września 1904 w Przemyślu, zm. 14 października 1983 w Rzeszowie) – polski muzealnik, kolekcjoner dzieł sztuki, opiekun zabytków, współorganizator i kustosz Muzeum Ziemi Sanockiej, inicjator, twórca i pierwszy dyrektor Muzeum Budownictwa Ludowego w Sanoku. Podczas II wojny światowej oficer Związku Walki Zbrojnej i Armii Krajowej, kurier oraz organizator tras kurierskich i przerzutów transgranicznych, po wojnie więzień sowieckich łagrów.

## Życiorys

### Rodzina i pochodzenie
Urodził się 27 września 1904 w Przemyślu. Był synem Czesława lub Michała i Stanisławy z domu Blaim (ur. 1877, mająca pochodzenie francuskie oraz rodowe Korczak, zamieszkująca w Lenince Małej, nauczycielka szkolną w Tyrawie Wołoskiej, następnie w Hołuczkowie, podczas I wojny światowej więziona w obozie internowania w Talerhof). W czasie narodzin Aleksandra Rybickiego, jego rodzice zamieszkiwali we wsi Leninka koło Sambora (obecnie Linynka na Ukrainie).
Miał starsze rodzeństwo: brata Stefana (ur. 1895), siostrę Olgę (po mężu Hnat). Ojciec Aleksandra, z zawodu agronom, miał opuścić rodzinę jeszcze przed jego narodzeniem i wyjechać do Stanów Zjednoczonych.

### Wykształcenie i młodość

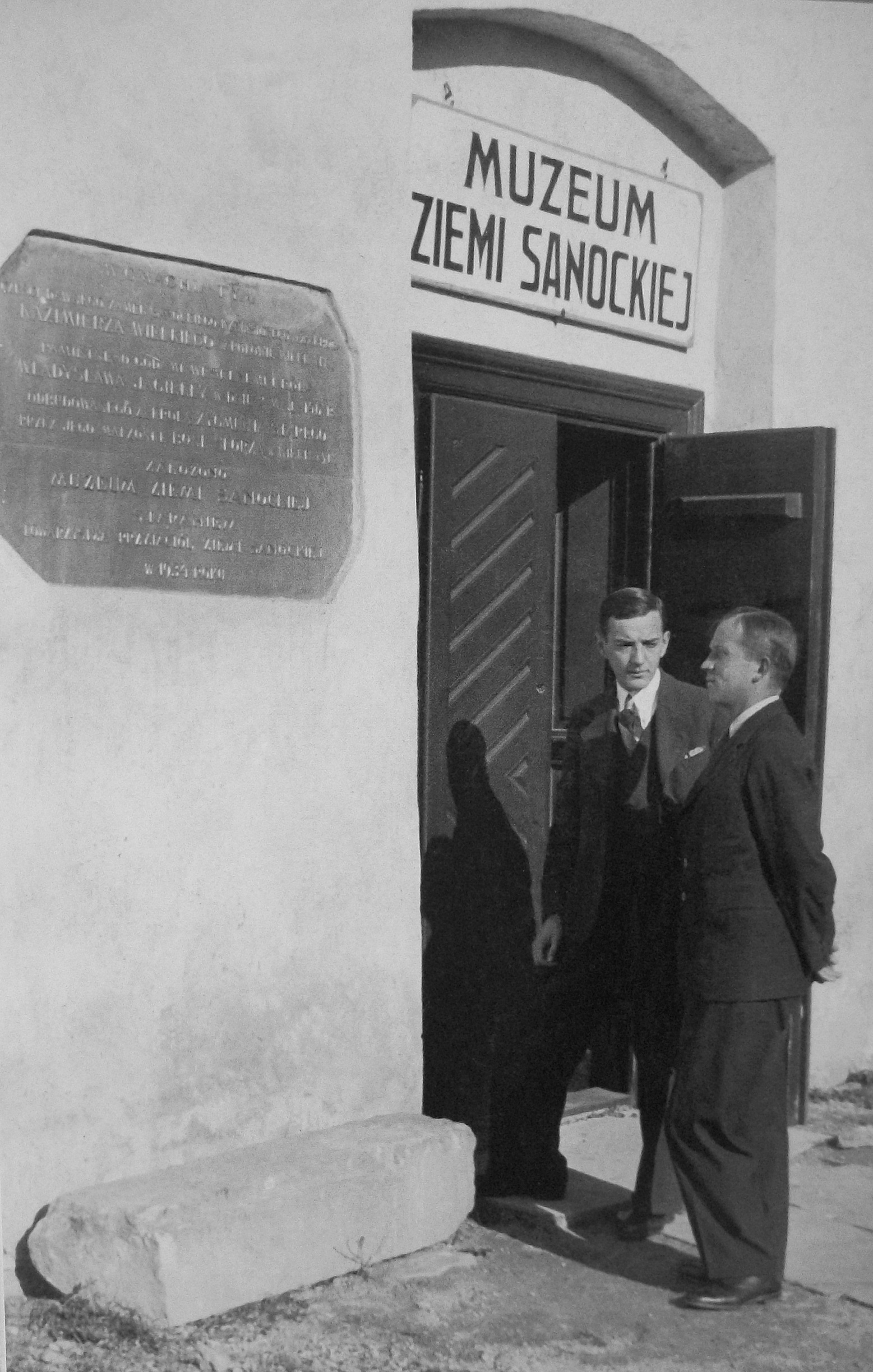
Stefan Stefański i Aleksander Rybicki przy wejściu do Muzeum Ziemi Sanockiej (1935)

W latach dziecięcych przebywał w Hołuczkowie. Wychowywał się na pograniczu kultur polskiej i ukraińskiej. Od 7 roku życia uczęszczał do szkoły ludowej w Przemyślu, gdzie zamieszkiwał u swojej ciotki Flory Sas Nowosielskiej. Podczas nauki tamże od 11 roku życia podjął dyżury w przemyskim muzeum, kierowanym przez dalekiego krewnego inż. Kazimierza Osińskiego, który był inicjatorem jego działania. Ponadto w terenie poszukiwał przedmiotów o znaczeniu muzealnym, w czym specjalizował się przez całe późniejsze życie. Podjęcie nauki w przemyskim gimnazjum uniemożliwił wybuch I wojny światowej w 1914, a stało się to możliwe dopiero w 1917. W gimnazjum przystąpił do organizacji skautowej, w której był zastępowym i drużynowym. Pozostając w Przemyślu nadal działał na rzecz ratowania zbiorów. W przemyskim muzeum odpowiadał za sprzedaż biletów i sprzątanie. U kresu wojny pod koniec 1918 uczestniczył w rozbrajaniu Austriaków. Następnie brał udział w wojnie polsko-ukraińskiej 1918-1919. Podczas wojny polsko-bolszewickiej w 1920 przystąpił do Batalionu Ochotniczego w Przemyślu. Dalszej służbie w armii polskiej uniemożliwił brak wymaganego stażu i wieku, wobec czego nie przyjęto go do kompanii szturmowej. Łącznie zaliczono mu potem 11 miesięcy i 29 dni służby wojskowej. W przemyskim gimnazjum ukończył cztery klasy. Stamtąd przeniósł się do Kowla, gdzie uczył się Państwowym Gimnazjum w latach 20. Tam powstało muzeum szkolne pod opieką prof. Łukasiewicza, przy którym kontynuował swoją pasję. W 1927 zdał egzamin dojrzałości – według własnej wersji z 1955 w Kowlu, według oświadczenia z 1958 w Równem i druga z tych wersji była podawana w późniejszych opracowaniach.
Po maturze nie udało mu się dostać na studia medycyny w Wilnie i w roku akademickim 1927/1928 był słuchaczem filologii polskiej na Wydziale Filozoficznym Uniwersytetu Warszawskiego. Następnie od 1928 do 1934 studiował medycynę na Wydziale Lekarskim Uniwersytetu Jana Kazimierza we Lwowie. W 1929 odbywał służbę wojskową w II batalionie Szkoły Podchorążych nr 9 (Strzelców Kresowych), nie uzyskując stopnia wojskowego. W 1934 powrócił do Hołuczkowa i opiekował się matką, której amputowano nogę. Po roku przerwy wznowił studia i w 1936 uzyskał absolutorium, jednak nie przystąpiwszy do egzaminów nie ukończył medycyny i nie uzyskał dyplomu. Nie ukończył także studiów filologicznych.
Według relacji Tadeusza Żurowskiego obok studiów medycznych we Lwowie od 1932 do 1937 uczęszczał też na wykłady w zakresie etnografii i archeologii na Wydziale Humanistycznym UJK w tamtejszych zakładach naukowych pod kierunkiem profesorów Adama Fischera, Leona Kozłowskiego, Tadeusza Sulimirskiego, Mieczysława Gębarowicza, zaś celem odbycia ćwiczeń konserwatorskich wyjeżdżał do Krakowa. Przejawiał zainteresowanie muzealnictwem i kolekcjonerstwem. W czasie pobytu w Hołuczkowie bywał w Sanoku, gdzie wówczas nie istniało polskie muzeum (jedynie ukraińskie). W tym czasie wraz z uczniami tamtejszego Państwowego Gimnazjum Męskiego, Stefanem Stefańskim i Adamem Fastnachtem, rozpoczął działalność gromadzenia eksponatów, które następnie zostały udostępnione w powstałym w 1934 Muzeum Ziemi Sanockiej i ulokowanym na Zamku Królewskim w Sanoku. Zachęcony przez swojego wuja, prof. Osińskiego, współtworzył Muzeum Ziemi Sanockiej i pracował tam jako kustosz od 1934 do września 1939. W trakcie swojej działalności objeżdżał bieszczadzkie tereny (przemieszczając się środkami lokomocji, ale też pieszo), gdzie nabywał lub wypraszał darowanie do muzeum wartościowych przedmiotów związanych z kulturą ludową. Ekspozycja nowo powstałej placówki została zaprezentowana podczas Zjazdu Górskiego w Sanoku w sierpniu 1936. Przed i po 1939 Aleksander Rybicki zamieszkiwał w Sanoku przy ulicy gen. Gustawa Orlicz-Dreszera (obecnie Aleja Wojska Polskiego) w mieszkaniu rodziny Cieślików nieopodal rzeki San. Działał społecznie w Związku Młodej Wsi.

### II wojna światowa

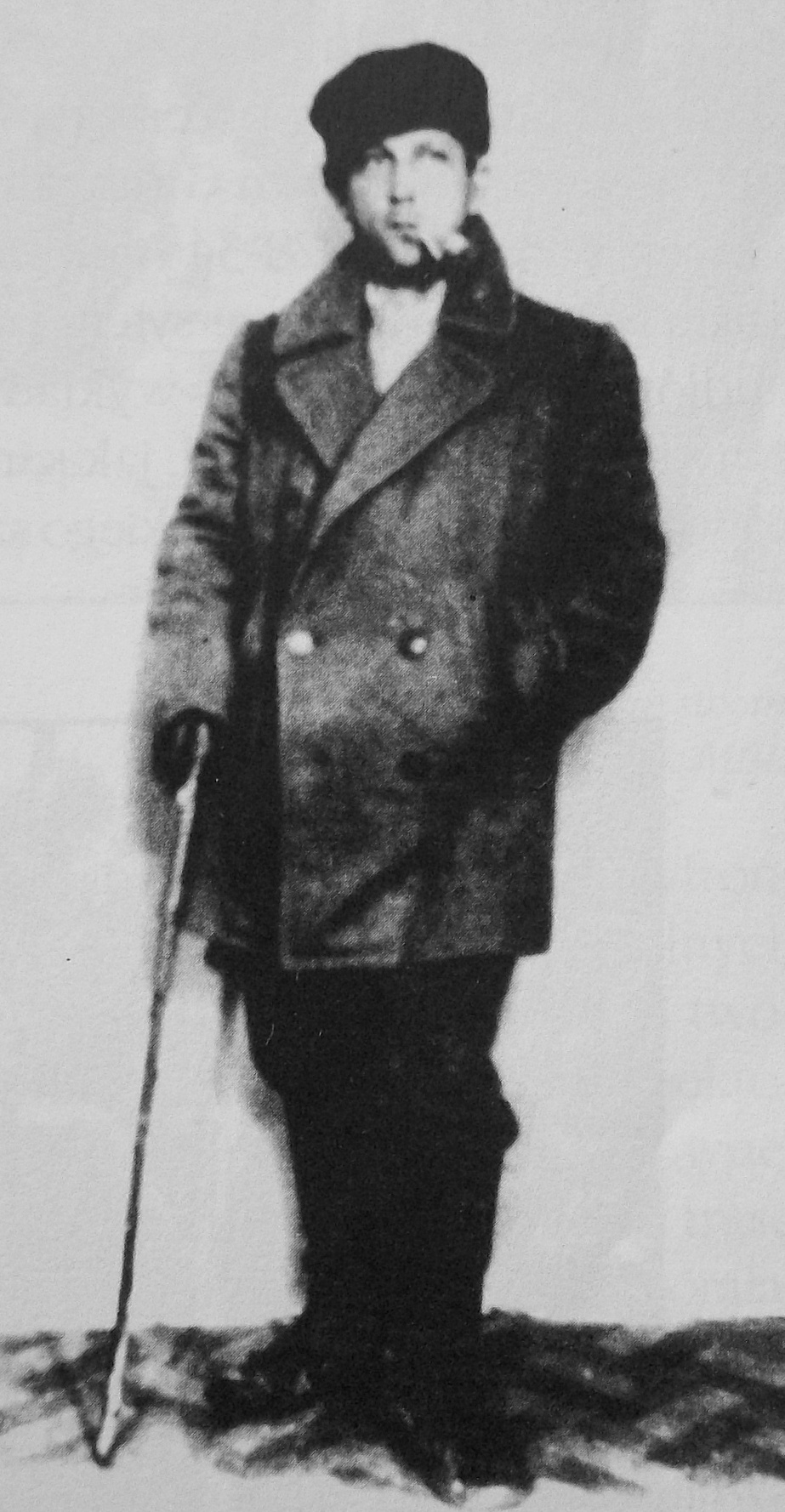
Aleksander Rybicki jako Andrzej Łękawski (17 czerwca 1941 w Trześniowie)

Po wybuchu II wojny światowej 4 września 1939 w trakcie walk obronnych został odkomenderowany do „samodzielnej grupy dywersji przyfrontowej” mjr. Henryka Dobrzańskiego w celu dywersji na tyłach wroga i będąc wówczas powoływany do wykonywania zadań specjalnych w ramach działania Armii „Karpaty”. 18 września 1939 otrzymał rozkaz powrotu do Sanoka i „organizowania akcji dywersyjnej”. Zamieszkał w Tyrawie Wołoskiej, wsi leżącej po prawej stronie biegu rzeki San i po agresji ZSRR na Polskę z 17 września 1939 na obszarze objętym okupacją sowiecką (położony nieopodal Sanok na lewym brzegu Sanu pozostawał pod okupacją niemiecką). Usiłował zabezpieczać zbiory sanockiego muzeum, co udało się tylko w części (niektóre z nich ukrył w Tyrawie Wołoskiej u swojej matki Stanisławy). Po wkroczeniu Niemców kilkakrotnie odmówił podjęcia pracy w polskim dziale ukraińskiego Towarzystwa Muzealnego Łemkowszczyzna w Sanoku, ulokowanego w przejętej siedzibie Muzeum Ziemi Sanockiej i organizowanego przez Leona Getza. Część zbiorów MZS bezpowrotnie zaginęło. Następnie Rybicki przebywał we Lwowie i ponownie w Tyrawie, skąd bezskutecznie usiłował przedostać się do Sanoka, po czym raz jeszcze trafił do Lwowa. W październiku 1939 we Lwowie angażował się w akcje przerzutu broni i żołnierzy przez rzekę San na obszar Generalnego Gubernatorstwa pod okupacją niemiecką (wraz z nim działał wtedy inny sanoczanin Mieczysław Granatowski ps. „Gram”). W październiku działał w organizacji dywersji na obszarze powiatu sanockiego.
14 lutego 1940 był zmuszony uciekać z Tyrawy Włoskiej z terenu okupowanego przez sowietów na obszar zajęty przez Niemców. W lutym 1940 przybył do Sanoka i ponownie zamieszkiwał w domu Cieślików. Po kontakcie z inspektorem terenowym Służby Zwycięstwu Polski por. Stanisławem Pieńkowskim ps. „Brona”, „Strzembosz”, spotkał się z nim w klasztorze michalitów w Miejscu Piastowym pod koniec lutego 1940, został przez niego zaprzysiężony do konspiracji i otrzymał zadanie akcji podziemnej oraz organizacji łączności kurierskiej i tras przerzutowych przez zieloną granicę na Węgry. Przystąpił wtedy do organizacji plutonu w Sanoku, Mrzygłodzie, Niebieszczanach i Nowotańcu. Po niepowodzeniu skuteczności tras przerzutowych (ich twórcami byli ks. Stanisław Buczek, prof. Józef Rec) otrzymał zadanie organizacji nowej transgranicznej trasy kurierskiej. Łączność z zagranicą za pomocą tego sposobu organizował od lutego 1940 (formalnie był szefem wzgl. komendantem łączności z zagranicą). W tym celu od początku okupacji odnawiał swoje znajomości z osobami zamieszkującymi tereny nadgraniczne, których wcześniej poznawał podczas odwiedzin w poszukiwaniu muzealnych eksponatów i zabytków. Jak przyznał po latach: „Nie trzeba żałować róż, gdy płoną lasy, moje miejsce było w lesie”. Od marca 1940 był komendantem do spraw cywilnych w „komendzie powiatu” Sanok. Według własnej relacji w kwietniu 1940 wstąpił do Związku Walki Zbrojnej. Od 1 marca do 23 wzgl. 27 maja 1940 pełnił funkcje zastępcy komendanta i p.o. komendanta obwodu ZWZ Sanok. Jako zastępca komendanta organizował oddziały liniowe. W tym czasie organizował drogi łączności do Budapesztu w celu przeprowadzania wojskowych do Ungváru oraz przerzutów broni, poczty, pieniędzy. Po stworzeniu siatki w maju 1940 został oddany do dyspozycji Okręgu ZWZ Kraków, otrzymując stamtąd polecenie stworzenia łączności kurierskiej na obszarze powiatów sanockiego, brzozowskiego i leskiego. Formalnie pozostawał organizatorem i komendantem pododcinka przerzutówlata granicznych od 23 maja 1940 do 1 kwietnia 1942. W celu skuteczności działania całego przedsięwzięcia konieczne było opracowanie odpowiedniej trasy, dobór wykonawców (kurierów), utworzenie skrytek kurierskich, punktów odbioru, tzw. „melin”, wytwarzanie fałszywych dokumentów (tzw. sekcja paszportowa). Od początku służby w tym zakresie działał w strukturze inspektoratu, od maja 1940 w ramach okręgu, a potem w podporządkowaniu Komendzie Głównej ZWZ. Od wiosny do 21 lipca 1940 działał w sztabie (komendzie) i pełnił funkcję zastępcy komendanta formującej się sanockiej struktury (obwodu) ZWZ, będąc odpowiedzialnym za sprawy łączności, przerzutów, dywersji oraz biorąc też na siebie sprawy organizacyjne. Prowadził rekrutację wartościowych osób do pracy konspiracyjnej. Z jego inicjatywy w ramach sanockiego ZWZ powstał wywiad więzienny, ulokowany w więzieniu w Sanoku. Jednym z punktów odbioru na trasie organizowanej przez Rybickiego był jego dom przy ul. Orlicz-Dreszera 16, gdzie pomocy udzielały jego szwagierka Bronisława Cieślik z domu Słuszkiewicz oraz poślubiona przez Rybickiego podczas wojny jego żona Kazimiera ps. „Kazimiera” (ur. 1908, z domu Słuszkiewicz, przed wojną sprzedawała bilety wejściowe do Muzeum Ziemi Sanockiej, z zawodu nauczycielka, pracująca w Pakoszówce). Z konieczności przemieszczania się do różnych miejsc (w obwodzie ZWZ, w punktach przerzutowych, w Krakowie) podczas swojej działalności wielokrotnie posługiwał się kamuflażem. Wcielał się np. w chłopa, leśnika, księdza, zakonnika, żebraka, górala, gajowego, kominiarza, a do tego bywało, że nosił brodę oraz okulary, tym samym stosując różnoraki kamuflaż i wymykając z zastawionych przez Niemców sieci. W konspiracji działał pod pseudonimami „Korczak” (przyjęty od herbu rodowego, używany od lutego do końca lipca 1940), „Spytek” (od końca lipca 1940), „Jacek” (od Jacka Soplicy) (oba w trakcie kierowania trasą „Bronisława”), „Sienkiewicz” wzgl. „Jacek Sienkiewicz” wzgl. „Sienkiewicz” (przyjęte po aresztowaniu żony w lutym 1942 i używane podczas kierowania „Latarnią”), „Dziurdziewicz”, ksiądz „Jacek Żegota”. W połowie 1941 posługiwał się tożsamością Andrzej Łękawski (ogrodnik z Jaćmierza), a w pierwszej połowie 1942 używał fałszywej tożsamości na nazwisko hrabiego Romana Potockiego, zaś ponadto używał tożsamości Michał Gosiany.
W trakcie prowadzenia akcji przerzutu pieniędzy wiosną 1940 aresztowano na Węgrzech grupę kurierów, a w trakcie przesłuchań ujawniono nazwisko Rybickiego, który tym samym został zdekonspirowany. W trakcie próby jego aresztowania 27 maja 1940 uniknął on zatrzymania w domu przy ul. Orlicz-Dreszera, jako przebywał w tym czasie w Nowotańcu, został w porę ostrzeżony i ukrył się w Mrzygłodzie. Od tego czasu doprowadził do przeprowadzenia przez granicę (zarówno do Lwowa, jak i w drugą stronę) pułkowników „Olszewskiego” i Stanisława Pstrokońskiego ps. „Dziewoński”, w 1941 też Anglika Jeningsa oraz wiele innych osób. Początkowo chronił się przebywając tymczasowo w Jaćmierzu, następnie u hr. Romer w Woli Osieckiej, w Trześniowie, w Haczowie, przez trzy tygodnie na ziemi sandomierskiej, potem w połowie 1940 w Boguchwale. Od końca czerwca 1940 kryjąc się w okolicach Sanoka kierował podległymi sobie współpracownikami w ramach akcji przerzutowej. Po wezwaniu do Krakowa 21 lipca 1940 uczestniczył tam w naradzie, gdzie kpt. Adam Smulikowski ps. „Kotwicz” poinformował o utworzeniu jednolitego odcinka kuriersko-przerzutowego „Południe”, w ramach którego istniały cztery pododcinki o kryptonimach od imion żeńskich: „Teresa” (Nowy Targ), „Sabina” (Nowy Sącz), „Kazimiera” wzgl. „Katarzyna” (Jasło), „Bronisława” (Sanok). Na tejże odprawie Aleksander Rybicki został przeniesiony służbowo z podokręgu krośnieńskiego ZWZ do Komendy Obszaru Kraków i został mianowany komendantem placówki sanockiej. W związku z tym od 22 lipca 1940 funkcjonował jako kierownik pododcinka „Bronisława” (placówka / oddział łączności zagranicznej) i był jej organizatorem, zaś do marca 1942 pozostawał komendantem placówki przerzutowej „Bronisława”. Z Krakowa powrócił on do Jaćmierza i podjął przygotowania i organizację tras. Dwa tygodnie po spotkaniu w Krakowie opracował pierwszą trasę. Już 15 sierpnia 1940 złożył raport „Kotwiczowi” potwierdzający przetarcie zorganizowanych szlaków. W ramach „Bronisławy” działały trzy trasy przerzutowe na Węgry („Las”, „Ścieżka”, „Kamień” – przetarł je osobiście sam Rybicki), mające swój punkt przejściowy koło wsi Balnica, z ostateczną destynacją w Budapeszcie. Pierwsza trasa o nazwie „Las” była pierwszą, główną i uważaną na najbezpieczniejszą, wiodła przez Poraż, Baligród, Żubracze, przez granicę do Ungvar i ostatecznie do Budapesztu. Drugi wariant tej drogi szedł przez Maniów, Żubracze i dalej na Węgry. Z uwagi na aresztowania opracowano też dwie dodatkowe trasy: „Kamień” (Posada Górna Rymanowska, Jaśliska, Michajłowice), która była używana sporadycznie (łącznie trzy razy) oraz o nazwie „Ścieżka” (Moszczaniec, Jasiel, Medzilaborce), uznawaną za zastępczą (rezerwową). Trasa „Las” powstała w przeciągu dwóch tygodniu, a Rybicki przecierał ją sam w towarzystwie Jana Rerutki ps. „Drzazga”, sprawdzając wtedy punkty kontaktowe, ewentualne miejsca niebezpieczne i określając czas ich przejścia, a przy każdym ich przejściu przy tym przebierał się za inną osobę. Z tej trasy korzystano z założenia dwa razy w miesiącu, w tym raz był wysyłany kurier, a raz była nadawana poczta systemem sztafetowym. Z bazy na Węgrzech przenoszono do okupowanej Polski pieniądze, broń, amunicję, zapalniki do min. Na trasach wsparcia udzielali łącznicy i zakonspirowane punkty. Pomocą służyli współpracujący pracownicy służby leśnej. W notatce Smulikowskiego po inspekcji placówek AK Rybicki został opisany z pochwałą. Sam także przewoził pocztę, meldunki i materiały propagandowe jako kurier, odbywając podróże do Krakowa i Warszawy. Prowadził także kurierów odbywających drogę z Paryża i Londynu do okupowanej Polski. Osobiście wykonał około 30 misji kurierskich na trasie Sanok-Budapeszt. We wrześniu 1941 organizował przerzut przez granicę kurierki ZWZ, Marii Szerockiej ps. „Mucha”, a po jej aresztowaniu i przygotowani akcji uwolnienia, wspomagany przez „Drzazgę” w listopadzie 1941 dokonał wyprowadzenia jej ze szpitala powiatowego w Sanoku, a następnie odtransportowania do Warszawy, za co otrzymał Krzyż Walecznych, nadany rozkazem gen. bryg. Stefana Roweckiego ps. „Rakoń”. W trakcie tej akcji zdekonspirował się po raz kolejny, tym razem samodzielnie, pisząc list do Niemców w którym przyznał się do wykonania akcji i zdejmując tym samym odpowiedzialność z personalu szpitala. Był też organizatorem ucieczki ze szpitala „Brzozy” i „Cygana”. Od 1940 do 1942 kilkakrotnie Aleksander Rybicki zdołał uniknąć aresztowania mimo prób podejmowanych przez Niemców. Było to możliwe dzięki jego sprytowi i zachowaniu zimnej krwi. Po tzw. „wsypie krakowskiej” w maju 1941 został zatrzymany przez gestapo na stacji w Rymanowie w pociągu, z którego następnie wyskoczył przed Zarszynem i uciekł. W okresie 1940–1942 kierował placówką „Bronisława” z ukrycia. Podczas najścia Niemców jego miejsca pobytu w Chmurówkach koło Bażanówki 6 lutego 1942 udało mu się skryć, ale aresztowana została odwiedzająca to miejsce jego żona Kazimiera, będąca w ciąży (w śledztwie nie wydała Niemcom męża, potem wywieziona do obozu Auschwitz-Birkenau, gdzie trafiła 29 sierpnia 1942, a 30 października 1942 została zamordowana w komorze gazowej). Po przekształceniu ZWZ od lutego 1942 działał w strukturach Armii Krajowej. Po tzw. „wsypie”, aresztowaniach członków podziemia w Sanoku w marcu 1942 i ujawnieniu tożsamości Rybickiego podczas przesłuchania członka siatki „Bronisława”, ostrzeżony w porę przez Rudolfa Probsta ps. „Weksler” został zmuszony do ucieczki.
Po aresztowaniu żony i wobec zagrożenia zatrzymaniem został wezwany przez przełożonych do Warszawy, gdzie otrzymał rozkaz opuszczenia Sanoka bez prawa powrotu. Został skierowany do Lwowa, gdzie przebywał od 27 kwietnia 1942 i zamieszkiwał przy ul. Lelewela 2, ul. Kochanowskiego 16, ul. Piłsudskiego, ul. Mochnackiego, ul. Męczyńskiego. Od tego czasu do 12 lipca 1943 pod pseudonimem „Jacek Sienkiewicz” był tam szefem (komendantem) oddziału łączności zagranicznej (komórki kurierskiej) z Rumunią, Bułgarią i Turcją pod kryptonimem „Latarnia”. W jej ramach działała trasa biegnąca alternatywnie trzema ścieżkami, które Rybicki sam przecierał: a) Śniatyn („Dizdek”), b) Horodenkę („Jar”), c) Kuty („Potok”), dalej Kołomyja-Załucze i po stronie rumuńskiej przez Waszkowce, Czerniowce do Bukaresztu i Konstancy, a dalej do tureckiego Stambułu, gdzie istniała placówka „Bey” i finalnie do Ankary. W celu organizacji skontaktował się z rtm. Bogusławem Horodyńskim ps. „Romek III”. Sam ponad 30 razy przekraczał granicę docierając do Rumunii, Węgier i Bułgarii (na zmianę z nim przechodził jego współpracownik z Sanoka, kpr. Bronisław Duniewicz ps. „Bereska”). W tym okresie Rybicki został czterokrotnie ranny podczas przenoszenia poczty przez granicę. Od lipca 1942 przebywał także w Budapeszcie, a potem w Rumunii. W tym czasie nadal zajmował się organizowaniem tras przerzutowych, łączności z Bliskim Wschodem. 25 lutego 1943 został aresztowany przez funkcjonariuszy kontrwywiadu Rumunii, osadzony w Czerniowcach, po czym zwolniony po wyrażeniu zgody na współpracę. Od 27 marca 1943 był czynny w wywiadzie AK, współpracując z Polakami i antyfaszystami w Rumunii. Na skutek „wsypy” i skutkujących tym aresztowań w trakcie przekraczania granicy 12 lipca 1943 pod Waszkowcami (wzgl. w Czerniowcach) został ponownie zatrzymany przez służby rumuńskie, po czym trafił do więzień w Czerniowcach i w Bukareszcie (więzienie Malmaison), następnie więzienie przy Łąckiego we Lwowie, a od lutego do 23 sierpnia lub września 1944 był przetrzymywany w obozie koncentracyjnym karnym w Târgu Jiu. Został zwolniony na podstawie amnestii po zakończeniu rządów Iona Antonescu oraz działań wojennych. Po zwolnieniu powrócił do Lwowa, gdzie pod trwającą już okupacją sowiecką ukrywał się i ponownie był działaczem konspiracji. Rozkazem z 3 października 1944 został awansowany na stopień kapitana czasu wojny. W AK działał do czasu jej rozwiązania 19 stycznia 1945.

### Okres powojenny

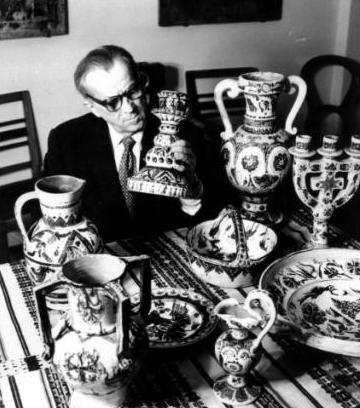
Aleksander Rybicki wraz kolekcją ceramiki huculskiej

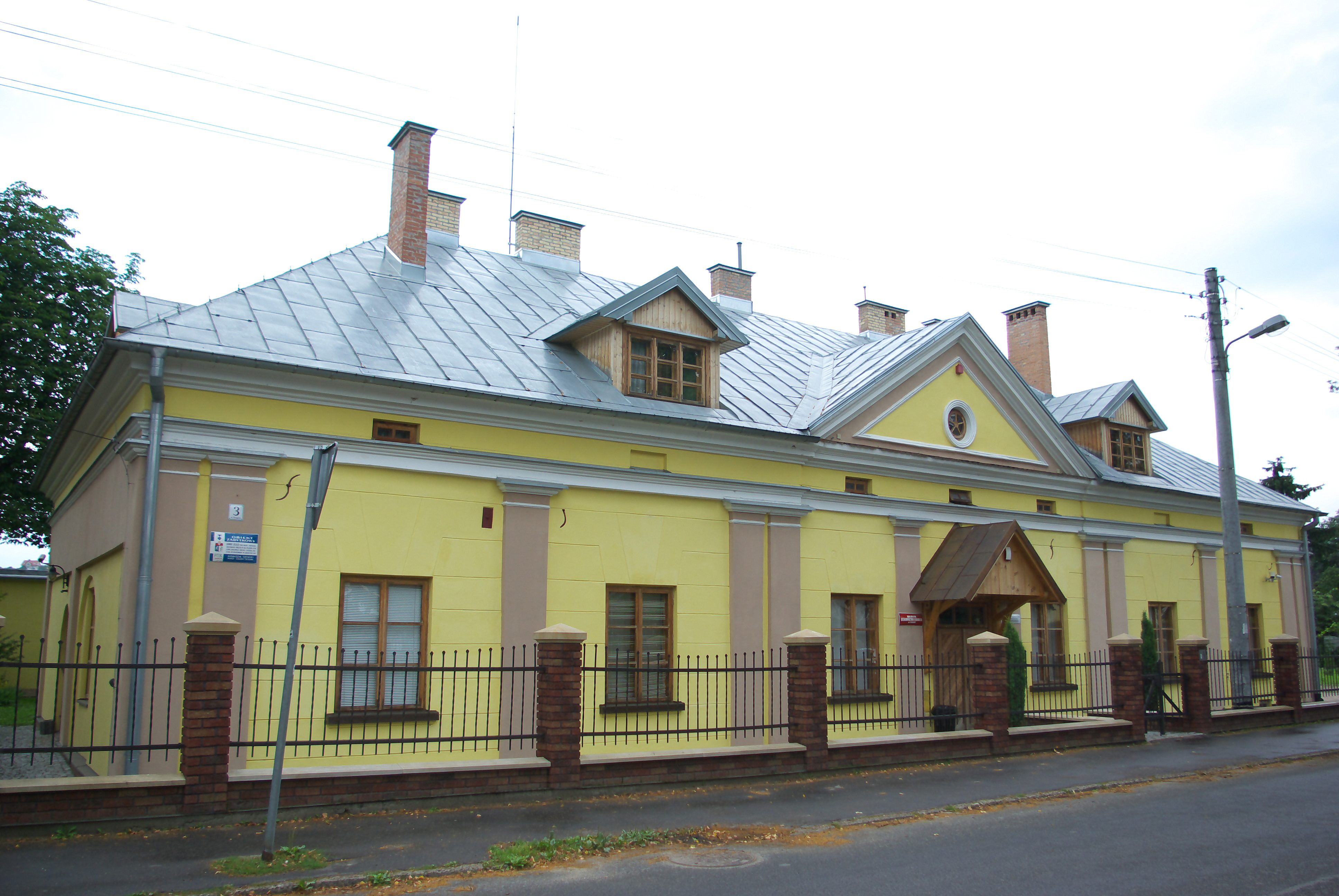
Siedziba MBL w Sanoku – miejsce zamieszkania A. Rybickiego

Po zakończeniu wojny postanowił przeczekać w Rumunii niebezpieczny czas instalowania się władzy sowieckiej. Został aresztowany przez NKWD na ulicy w Bukareszcie w 1946 lub w 1947. W wyniku krótkiego śledztwa prowadzonego w Konstancy i procesu został skazany na karę 25 lat w poprawczych obozach pracy (ITŁ). Od tego czasu był osadzony w obozach w Charkowie, Wołogdzie, Gorkim, Kirowie, Swierdłowsku, Czelabińsku, w „Minlagu” w Incie. Przeważnie pracował w kopalniach jako górnik przy fedrowaniu węgla. Do końca uwięzienia pozostawał w Poprawczym Obozie Pracy Nr 3 jako więzień oznaczony M-54902. Ostatnim miejscem pracy był w „Minlag” w Incie do sierpnia 1954. We wrześniu 1954 został wezwany do Kijowa, gdzie w KGB prowadzono wobec niego ponowne śledztwo trwające 9 miesięcy. Po jego zakończeniu postanowieniem Prezidium Wierchownogo Sowieta SSSR (Президиум Верховного Совета СССР) w Moskwie z 23 sierpnia 1955 został przedterminowo zwolniony z odbywania kary. We wrześniu 1955 odzyskał wolność. Jako repatriant powrócił do Polski, 29 września 1955 trafił do Punktu Repatriacyjnego w Grabanowie, po czym udał się do Sanoka i przybył tam 3 października 1955 (lub w 1956). Następnie zamieszkał u swej matki w Tyrawie Wołoskiej.
Po powrocie do Sanoka skierował się od razu do macierzystego Muzeum Historycznego i przy pierwszym spotkaniu z ówczesnym kierownikiem tegoż, a swoim dawnym współpracownikiem Stefanem Stefańskim, nie został przez niego rozpoznany. 1 listopada 1955 ponownie podjął pracę w tamtejszym muzeum w charakterze asystenta. W 1956 objął funkcję instruktora oświatowego. Powracając do swojej wcześniejszej pasji i działalności w latach 1956–1958 organizował prace ratownicze ocalałych zabytków w południowo-wschodniej Polsce, z energią przeszukując te obszary. Poświęcając wiele czasu przemierzał Bieszczady i gromadził zachowane tam zabytki oraz eksponaty (w tym wiele kilometrów pokonywał pieszo transportując zdobyte przedmioty). Za jego sprawą powstał w muzeum dział etnograficzny. Współpracował m.in. z wojewódzkim konserwatorem zabytków Jerzym Turem, Franciszkiem Kotulą i Adamem Fastnachtem, razem z którymi przygotował zasady doboru obiektów. Był współinicjatorem powstania skansenu w Sanoku, powstałego w sierpniu 1958, dla którego wybrano miejsce na terenie Białej Góry (tzw. „Szwajcaria Sanocka”). Latem 1959 otrzymał tytuł służbowy kustosza. W sanockim muzeum był kustoszem działu etnograficznego. Z dniem 1 listopada 1959 został powołany na stanowisko kustosza z równoczesnym powierzeniem funkcji dyrektora Muzeum Budownictwa Ludowego w Sanoku (według innych wersji MBL utworzono 11 grudnia 1958) i sprawował to stanowisko do września 1972. Za jego czasów powstały w Muzeum Budownictwa Ludowego w Sanoku dwie pracownie: konserwatorska i budowlana, które funkcjonują do dzisiaj, dyrektor rozpoczął również wydawanie czasopisma naukowego „Materiały Muzeum Budownictwa Ludowego w Sanoku” i publikował na jego łamach. Tutaj opracowano pod jego kierunkiem pierwszy w historii polskiego muzealnictwa skansenowskiego statut, sprawdzono w praktyce system budowy parku własnymi brygadami konserwatorskimi, wypracowano wzorcowe modele organizacyjne oraz oryginalne metody konserwacji zabytków. W 1965 obchodził jubileusz 30-lecia pracy zawodowej w muzealnictwie. W tym samym roku podczas wykopów ulicznych przy łaźni miejskiej w Sanoku dokonał odkrycia glinianej dyszy do dymarki z XIII wieku. Tadeusz Polak w „Biuletynie Informacyjnym Zarządu Muzeów” z 1974 określił Aleksandra Rybickiego jako „twórcę wielu zasad teoretycznych w muzealnictwie skansenowskim”. W trakcie sprawowania stanowiska dyrektora MBL podano, że Aleksander Rybicki posiadał wykształcenie wyższe o specjalności muzeologa-etnografa.
Był kolekcjonerem, a po odejściu ze stanowiska dyrektora MBL czas poświęcał na powiększanie kolekcji swoich zbiorów. 27 maja 1978 przekazał w darowiźnie na rzecz Muzeum Historycznego w Sanoku kolekcję ponad 500 eksponatów sztuki huculskiej, w tym ceramiki pokuckiej, której wystawa została otwarta podczas Dni Sanoka w czerwcu 1978 (ekspozycja pod nazwą „Ceremika pokucka z daru kustosza Aleksandra Rybickiego”, wystawiona w budynku sanockiego Muzeum Historycznego, stała się największym zbiorem sztuki pokuckiej w Polsce). Jako miłośnik Józefa Piłsudskiego kolekcjonował też pamiątki związane z Marszałkiem, zbierał też różnorakie przedstawienia Matki Boskiej w sztuce ludowej, kartki życzeniowe i kartki widokówki, druki ulotne, porcelanowe figurki, malowany fajans, meble, kobierce, lampy oraz był właścicielem zbiorów bibliotecznych. Był członkiem tajnego komitetu zmierzającego do organizacji Muzeum Józefa Piłsudskiego w Sulejówku. Był też zaangażowany w przewiezienia tablicy pamiątkowej z Cmentarz Obrońców Lwowa do Polski. Był inicjatorem powstania w 1971 Społecznego Komitetu Budowy Mostu, zmierzającego do powstania mostu Białogórskiego na Sanie w Sanoku. Otrzymał rentą specjalną od 1 czerwca 1973. Po odgórnym pozbawieniu go stanowiska dyrektora MBL przeszedł na emeryturę 31 października 1972. Później nadal zajmował się ratowaniem zabytków. Był uważany za znawcę kultury i sztuki ludowej, w szczególności cerkiewnej.

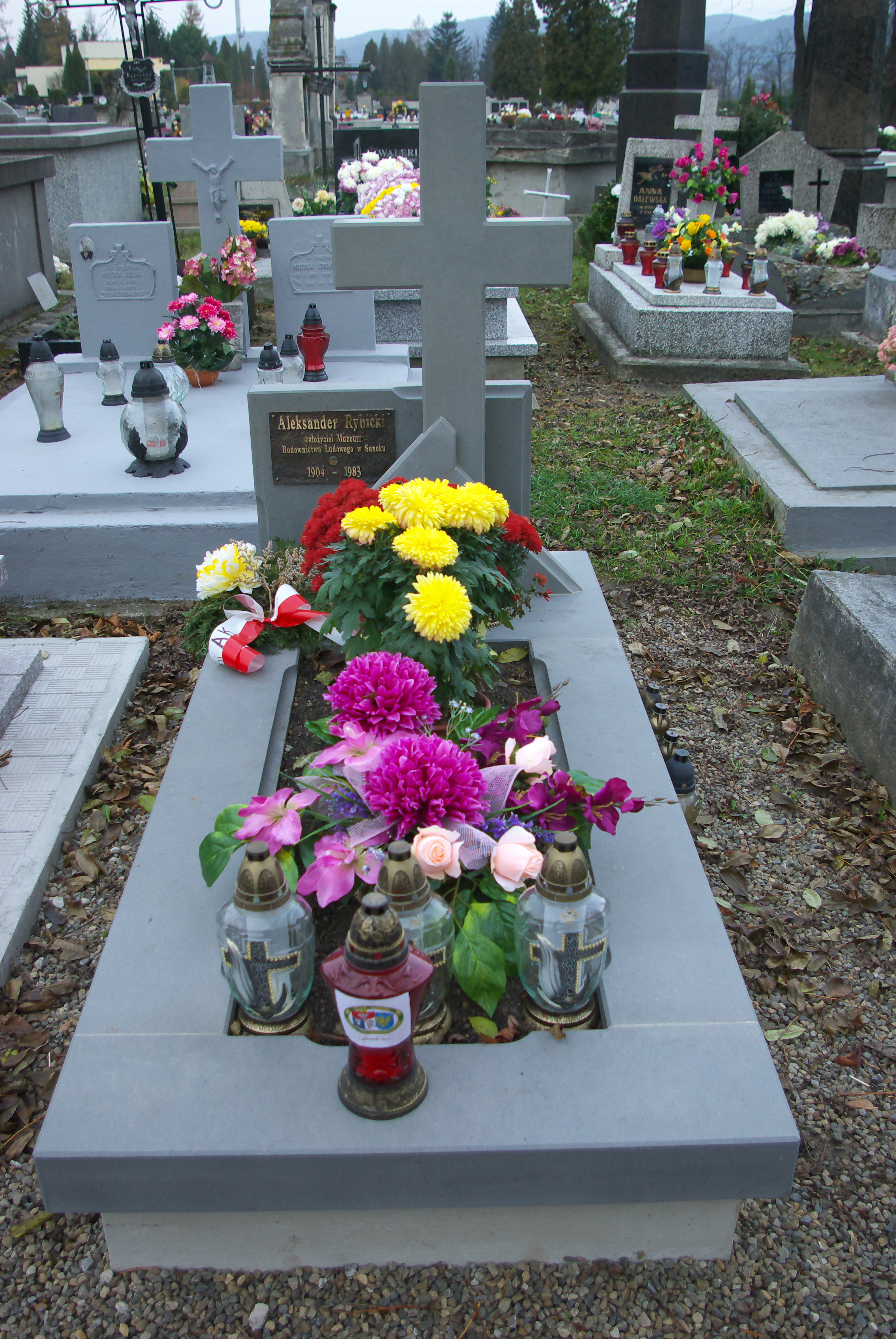
Grób Aleksandra Rybickiego

Od 1956 należał do Związku Zawodowego Pracowników Kultury. Był członkiem Polskiego Towarzystwa Ludoznawczego (1966-1970), Stowarzyszenia Historyków Sztuki (wiceprezes Oddziału Rzeszowskiego SHS). Od 1964 był członkiem Zjednoczonego Stronnictwa Ludowego, należąc do Koła Miejskiego w Sanoku, potem do Koła Sanok-Miasto. Był działaczem organizacji Związku Bojowników o Wolność i Demokrację, od 20 października 1957 do 1961 był wiceprzewodniczącym zarządu oddziału powiatowego w Sanoku, od 7 grudnia 1958 do 1961 zastępcą przewodniczącego komisji weryfikacyjno-odznaczeniowej, od 20 października 1968 do 1971 członkiem zarządu oraz udzielał się jako prelegent tej organizacji. Z ramienia ZBoWiD otrzymał zaświadczenie kombatanta w 1981. Należał także do Międzynarodowego Stowarzyszenia Muzeów Rolniczych (International Association of Agricultural Museums, AIMA).
Od czasu powrotu z ZSRR pod koniec lat 50. mieszkał w siedzibie Muzeum Państwowego tj. w budynku „Zajazdu” przy ul. Zamkowej w Sanoku. W późniejszych latach i do końca życia zamieszkiwał na poddaszu budynku tzw. „Zajazdu” przy ul. Romualda Traugutta 3 w Sanoku, od 1960 stanowiącego administracyjną siedzibę MBL (za czasów swojego dyrektorowania Rybicki zakupił ten budynek, dokonał remontu i rozbudowy). W okresie kierowania skansenem w swoim mieszkaniu gościł często osoby współpracujące z placówką. Wśród znajomych i pracowników muzeum, poza swoimi zainteresowaniami kolekcjonerskimi, został też zapamiętany z pasji kulinarnych. Po odejściu z pracy w MBL władze próbowały usunąć go z tego mieszkania. Był też inwigilowany i nachodzony przez funkcjonariuszy Służby Bezpieczeństwa PRL. Wskutek wytworzenia nieżyczliwej atmosfery przez lata nie odwiedzał już Parku Etnograficznego MBL. Pod koniec życia w związku z chorobą przebywał w szpitalu w Rzeszowie (w tym czasie uzyskał wsparcie od rodziny Adolfa Jakubowicza). Zmarł 14 października 1983 w szpitalu w Rzeszowie wskutek ciężkiej choroby. Został pochowany na cmentarzu przy ul. Rymanowskiej w Sanoku 17 października 1983. Jego grób stanowił pierwotnie drewniany krzyż, a w 2014 został postawiony nowy nagrobek.

## Upamiętnienie

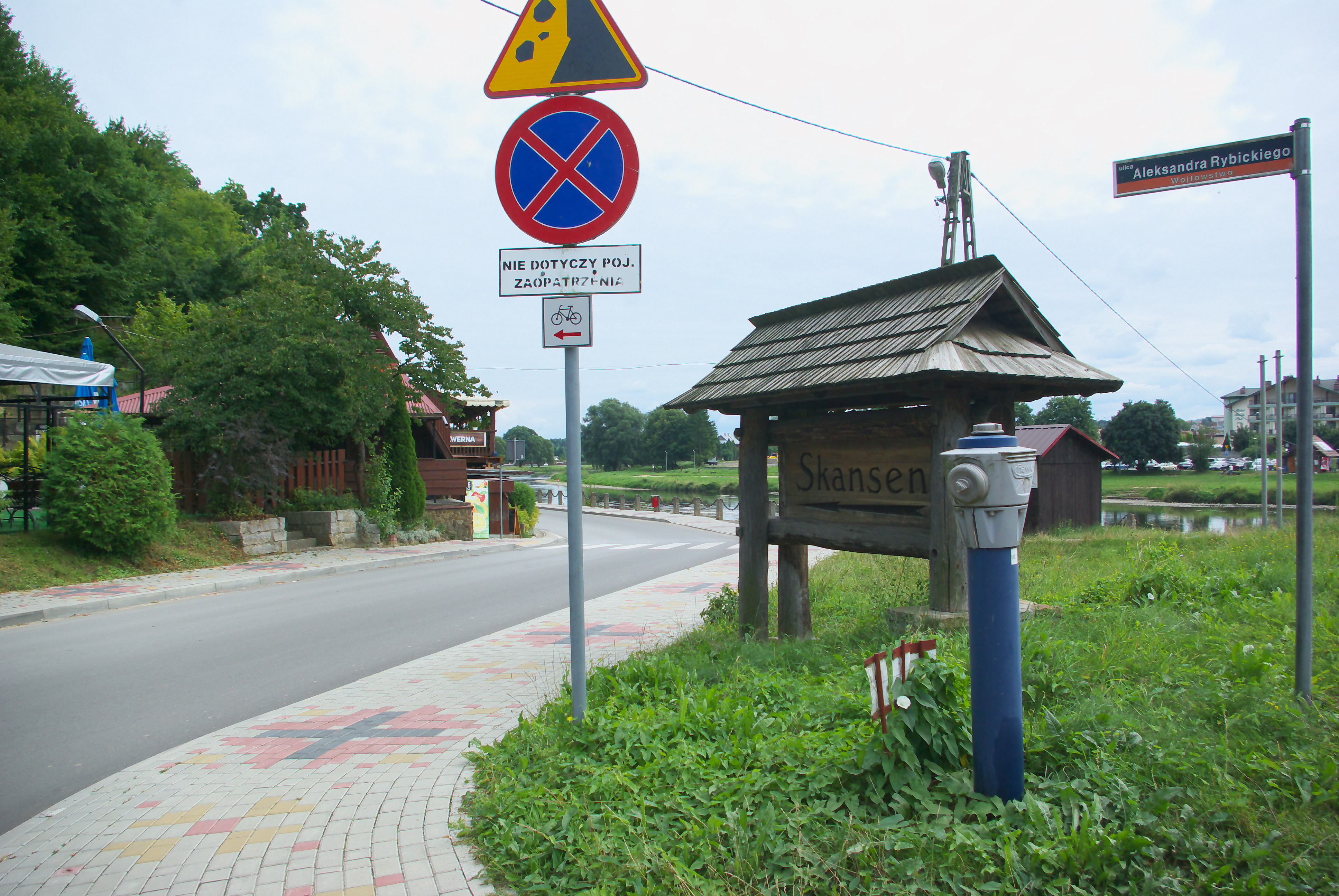
Ulica Aleksandra Rybickiego w Sanoku, wiodąca do Muzeum Budownictwa Ludowego

- Sylwetka Aleksandra Rybickiego została przedstawiona w rozdziale „Cerkiewka” reportażowej książki pt. Powroty z 1980, autorstwa Adolfa Jakubowicza[180][181].
- Powstała reportażowa praca dyplomowa pt. Pasja według Aleksandra Rybickiego autorstwa sanockiego dziennikarza Mariana Strusia (promotorem na Uniwersytecie Jagiellońskim był prof. Janusz Roszko)[182][183].
- 18 października 1983 pamięć o zmarłym kilka dni wcześniej Aleksandrze Rybickim uczczono podczas zorganizowanej w Załużu ogólnopolskiej konferencji skansenowskiej[184].
- W uhonorowaniu działalności muzealnika w Sanoku nazwano jego nazwiskiem ulicę w dzielnicy Dąbrówka, która przed 1991 została przemianowana na ulicę Dr. Karola Zaleskiego[185]. W 1989 władze miasta Sanoka nadały patronat Aleksandra Rybickiego ulicy na Białej Górze w dzielnicy Wójtostwo prowadzącej do Muzeum Budownictwa Ludowego (Skansenu)[186][12][187][188]. Tym samym przemianowana została istniejąca od 1982 ulica 26 Pułku Piechoty[185][189].
- Na terenie Muzeum Budownictwa Ludowego w Sanoku, w obrębie przeniesionego tam Kościoła z Bączala Dolnego został ustanowiony kamień pamiątkowy honorujący Aleksandra Rybickiego z okazji 100-lecia jego urodzin w 2004.
- Odniesienia do osoby Aleksandra Rybickiego zawarł jego współpracownik Stefan Stefański w rozdziale „Kustosz i pułkownik” swojej książki pt. Kartki z przeszłości Sanoka, wydanej w 2005[190].

## Publikacje
- Organizacja pracowni konserwatorskiej Muzeum Budownictwa Ludowego (w: Biuletyn Informacyjny Muzeum Budownictwa Ludowego w Sanoku Nr 2/1965)[191]
- O problemach organizacji muzeów pod otwartym niebem na przykładzie Muzeum Budownictwa Ludowego (w: Materiały Muzeum Budownictwa Ludowego w Sanoku Nr 3/1966)[192]
- Otwarcie części ekspozycji Parku Etnograficznego MBL w Sanoku w dniu 24. VII. 1966 r. (w: Materiały Muzeum Budownictwa Ludowego w Sanoku Nr 4/1966)[193]
- Wspomnienia (maszynopis)[194]

## Odznaczenia i wyróżnienia

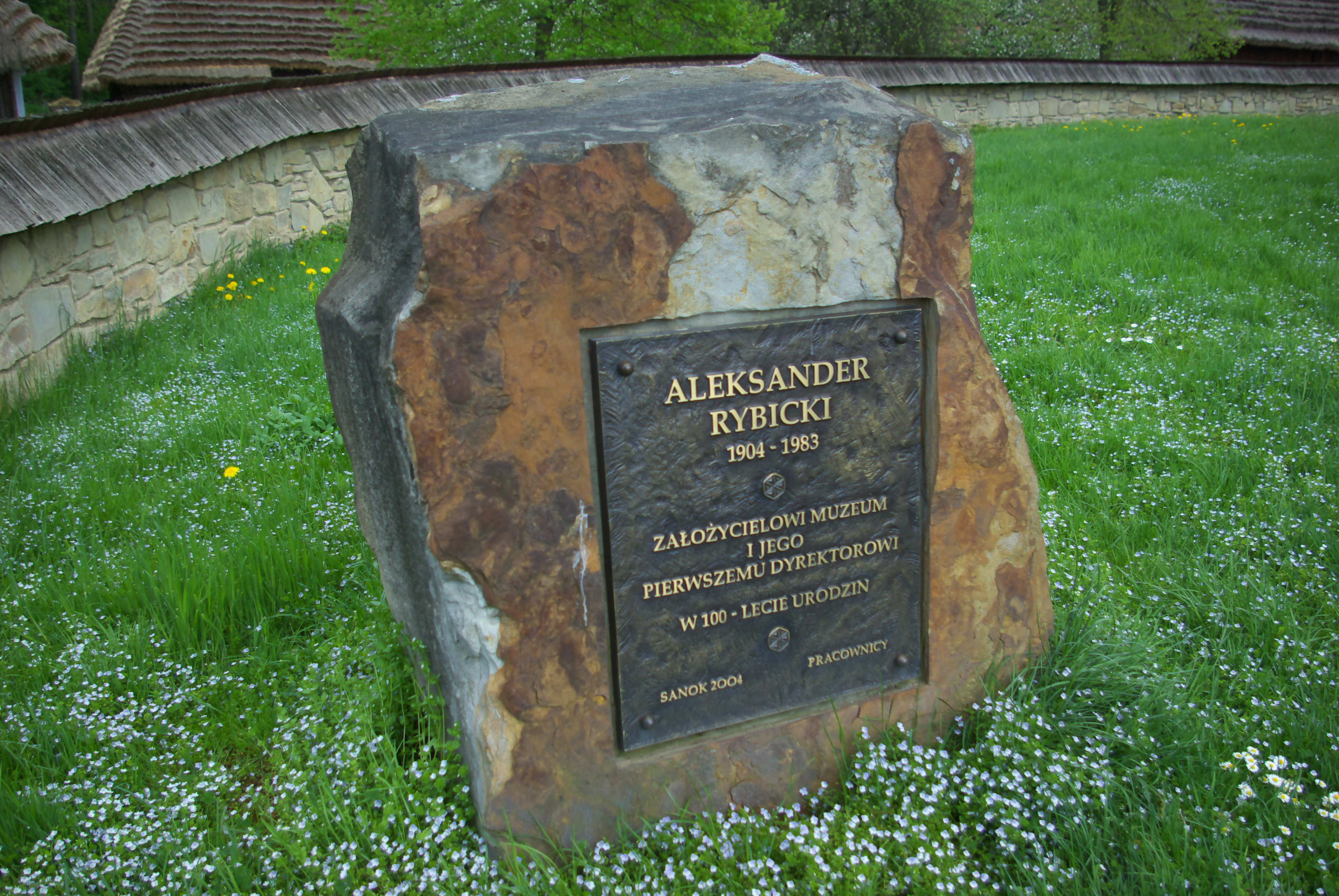
Kamień pamiątkowy w Muzeum Budownictwa Ludowego w Sanoku

- Krzyż Srebrny Orderu Virtuti Militari – nr 14358 (rozkazem Komendy Głównej AK z 3 października 1944)[f][51]
- Krzyż Kawalerski Orderu Odrodzenia Polski nr 370-69-1 (28 kwietnia 1969)[182]
- Złoty Krzyż Zasługi B-35643 (22 lipca 1957)[g][182]
- Krzyż Walecznych – dwukrotnie (po pierwszy rozkazem gen. bryg. Stefana Roweckiego ps. „Rakoń” za wyprowadzenie Marii Szerockiej ps. „Mucha” ze szpitala w Sanoku 11 listopada 1941[195][196], po raz drugi zawiadomiony przez płk. Michała Kulawego 25 czerwca 1943 „za wielokrotne przejścia przez granicę kilku państw i trzykrotną ucieczkę po aresztowaniu”[182][14]
- Krzyż Partyzancki K-36113 (20 grudnia 1966)[182][154]
- Srebrny Krzyż Zasługi (1938, „za organizację Muzeum w Sanoku”)[43]
- Brązowy Krzyż Zasługi (przed 1938)[197]
- Brązowy Medal za Długoletnią Służbę (ok. 1938/1939)[198]
- Medal Zwycięstwa i Wolności 1945 nr 5475 (20 marca 1959)[199] i nr F-3745 (15 listopada 1957)[h][182][200]
- Medal Komisji Edukacji Narodowej nr 38009 (14 października 1983)[i][182][14]
- Krzyż Armii Krajowej nr 14169 (1 stycznia 1975, przyznany przez Kapitułę Koło b. Żołnierzy Armii Krajowej w Londynie)[120][201]
- „Za Obronę Przemyśla” (1918)[182]
- Gwiazda Przemyśla (1918)[182]
- Odznaka pamiątkowa „Stanęli w Potrzebie 1920” (1920)[182]
- Odznaka Grunwaldzka nr 227801 (15 grudnia 1957) i nr 194121 (15 września 1958)[182]
- Odznaka „Zasłużony Działacz Kultury” nr 5608 (10 maja 1970)[182][179]
- Złota Odznaka „Za opiekę nad zabytkami” nr 30 (23 listopada 1964)[182][202]
- Odznaka pamiątkowa Pracowni Konserwacji Zabytków nr 199 (24 kwietnia 1970)[203]
- Medal pamiątkowy z okazji 20-lecia działalności PKZ w służbie ochrony zabytków (26 kwietnia 1972)[204]
- Odznaka Towarzystwa Opieki nad Zabytkami[179]
- Odznaka „Zasłużony dla Województwa Rzeszowskiego” (13 lipca 1967)[182]
- Odznaka honorowa „Za Zasługi dla Województwa Krośnieńskiego” (1982)[182] oraz I stopnia (1983)[205]
- Wpis „Księgi zasłużonych dla województwa krośnieńskiego” (lipiec 1983)[206][207]
- Tarcza Herbowa Miasta Nowego Sącza (24 września 1975)[182][154]
- Odznaka „Zasłużony dla Sanoka” nr 97 (15 maja 1978)[182][179]
- Odznaka Frontu Jedności Narodu (1979)[162]
- Dyplom uznania z okazji 75-lecia Ruchu Ludowego i 25-lecia PRL przyznany przez Prezydium WK ZSL w Rzeszowie (1970)[208]
- Dyplom uznania i medal pamiątkowy za udział w rozwoju Muzeum Ziemi Przemyskiej w Przemyślu (1974)[209]
- Dyplom honorowy z okazji 25-lecia Muzeum Budownictwa Ludowego w Sanoku „za wieloletni wkład pracy w jego rozwój” (28 maja 1983)[210]
- Dyplom honorowy „za osiągnięcia w upowszechnianiu kultury” przyznany przez Ministra Kultury i Sztuki (3 maja 1982)[211]
- Nagroda Ministra Kultury i Sztuki (1961)[212]
- Nagroda Wojewódzkiej Rady Narodowej w Rzeszowie (1960)[213]
- Nagroda im. inż. Józefa Marka (29 października 1967, „za pracę społeczną”)[214]
- Laureat konkursu-plebiscytu „Postawy” za rok 1978 organizowanego przez Rozgłośnię Polskiego Radia w Rzeszowie i redakcję dziennika „Nowiny” oraz przedsiębiorstwa „Resovia-Tourist” i „Nyirtourist”[113]
- II nagroda w konkursie „Węgry – Kraj Naszych Przyjaciół”, organizowanego przez Rozgłośnię Polskiego Radia w Rzeszowie w 1980, za relację dźwiękową na temat ruchu kurierskiego podczas II wojny światowej[215]

Uwaga: odznaczenia uszeregowane wedle precedencji obowiązującej w PRL (Aleksander Rybicki zmarł w 1983).